# Édouard-Armand Le Camus
Édouard-Armand Le Camus (Kortrijk) was burgemeester van Kortrijk van 1767 tot 1793.

## Levensloop
Le Camus stamde uit een adellijke Kortrijkse familie. Zijn vader Alexandre Le Camus was burgemeester van Kortrijk van 1728 tot aan zijn dood in 1730. Ook zijn zoon, Gregoire Le Camus, werd later burgemeester van de Zuid-West-Vlaamse stad.